# Раскалённая суббота
«Раскалённая суббота» — российский художественный фильм 2002 года.

## Сюжет
Солнечная сентябрьская суббота. Депутат Госдумы Дмитрий Земцов (Владимир Симонов) готовит к голосованию Закон о государственной поддержке малого бизнеса — инвестиции в полтора миллиарда долларов. Дома Земцова встречает празднично одетая жена Вера (Виктория Толстоганова). Спустя годы объявился их давнишний друг Иван (Алексей Гуськов). Всех троих связывает студенческая дружба. Иван предлагает Земцову, его жене и дочери (Мария Абрамишвили) провести выходные на природе и находит для друга пo-настоящему «веский аргумент» — грудь Ивана опоясывает обойма динамитных шашек. Убив в фирме трёх милиционеров, Иван забрал двенадцать миллионов долларов. Земцов, с его депутатской неприкосновенностью, — единственный шанс для Ивана выбраться из города. Уже за городом выясняется, что Иван и Вера — любовники с прошлым, прерванным пять лет назад. Иван клянется, что вернулся ради Веры.

## В ролях
| Актёр                 | Роль                    |
| --------------------- | ----------------------- |
| Алексей Гуськов       | Иван                    |
| Виктория Толстоганова | Вера Земцова            |
| Владимир Симонов      | Дмитрий Петрович Земцов |
| Анатолий Кузнецов     | Борис Семёнович         |
| Мария Абрамишвили     | Настя Земцова           |
| Игорь Воробьёв        | Гриша                   |
| Александр Карамнов    |                         |
| Алексей Ошурков       | бандит                  |
| Игорь Регнер          | Толя                    |
| Владимир Смирнов      |                         |
| Владимир Аникин       |                         |
| Александр Боровиков   |                         |
| Елена Валюшкина       |                         |
| Виктор Запорожский    | депутат                 |

- Постановщик трюков: Сергей Воробьёв.